# Радиопеленгация

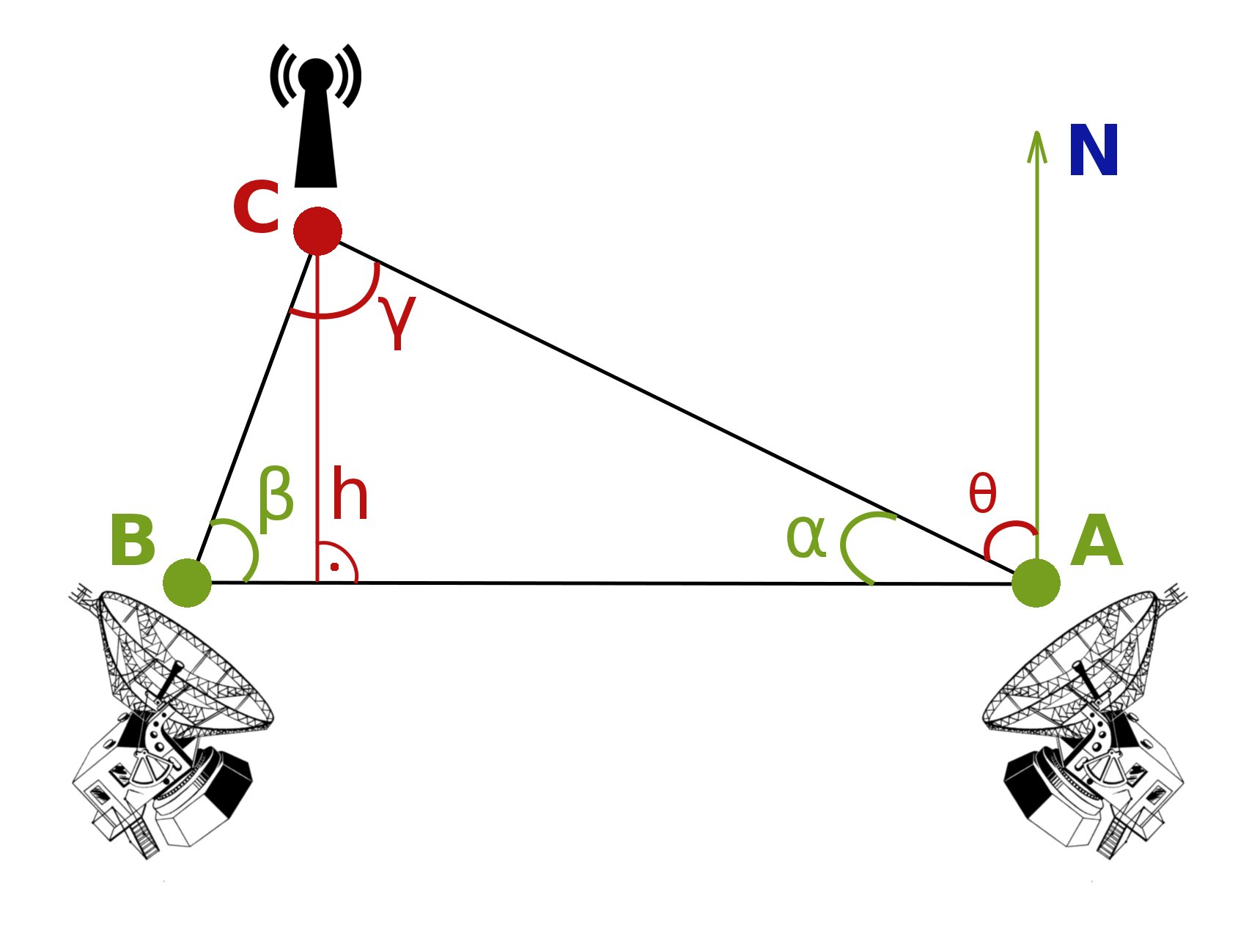
Определение местоположения источника радиоизлучения (точка C) методом радиотриангуляции. В точках A и B расположены радиопеленгаторы, N — истинный север. Отрезок AB — база радиотриангуляционной системы. Пеленг в точке A на источник радиоизлучения, измеряемый радиопеленгатором A, обозначен через θ.

Радиопеленгация, также известная как радиоопределение направления (RDF), представляет собой метод определения направления на источник радиоизлучения. Этот метод широко используется в радионавигации, поисково-спасательных операциях, спортивной радиопеленгации, радиоразведке и устранении радиопомех. Радиопеленгация может осуществляться с помощью различных технологий и методов, таких как амплитудный, фазовый и доплеровский методы.
Радиопеленгатор состоит из антенной системы и приёмно-индикаторного устройства. Радиопеленгация может быть в различной степени автоматизирована.

## Геометрическая суть радиопеленгации
Геометрическая суть радиопеленгации заключается в нахождении координат объекта (решении геодезической засечки и установлении пеленга).

## Методы радиопеленгации

### Амплитудный метод
Амплитудный метод радиопеленгации (RDF) основан на принципе использования вариаций амплитуды для определения направления прихода (DOA) радиосигналов. Этот метод использует направленные свойства антенных решеток для повышения уровня и точности сигнала в условиях низкого отношения сигнал/шум (SNR).
Принципы амплитудных методов
Амплитудные методы RDF обычно предполагают использование направленных антенных решеток, таких как фазированные антенные решетки (PAA) и цифровые антенные решетки (DAA). Эти решетки предназначены для формирования максимума в диаграмме направленности (ДН) по отношению к входящему сигналу, что позволяет усилить его и повысить точность оценки DOA. Теория, лежащая в основе амплитудных методов в PAA, хорошо документирована, но последние достижения сместили акцент на DAA.
Цифровые антенные решетки (DAA)
DAA обрабатывает сигналы, принимаемые каждым элементом антенны, посредством аналого-цифрового преобразования, а затем цифровой обработки сигнала. Это позволяет быстро корректировать ДД, отслеживать быстро движущиеся объекты и наблюдать за несколькими целями в режиме реального времени. Структурные компоненты системы DAA включают цифровые радиоприемные устройства (DRU) и цифровые блоки формирования луча (DBU).
Реализация и точность
В системе DAA процесс цифрового формирования луча заключается в умножении массива комплексных выходных напряжений с приемных каналов на комплексные весовые коэффициенты, полученные в результате расчетов синтеза DD. Математически этот метод можно выразить следующим образом:
Выходной сигнал для цифрового устройства формирования луча можно выразить следующим образом:
Выходной сигнал для цифрового устройства формирования луча можно выразить следующим образом:
{\displaystyle S(\alpha ,\beta )=\sum _{n=1}^{N}S_{n}(\alpha ,\beta )W_{n}}
где {\displaystyle \alpha } и {\displaystyle \beta } обозначают азимут и угол возвышения соответственно, {\displaystyle S_{n}} — это оцифрованный сигнал от {\displaystyle n}-го элемента антенны, а {\displaystyle W_{n}} — весовые коэффициенты, обеспечивающие желаемое амплитудно-фазовое распределение в антенном массиве.
На точность оценки DOA амплитудными методами влияет разрешение аналого-цифрового преобразователя (АЦП) и цифрового блока формирования луча (ЦБЛ). Например, моделирование с 4-битным АЦП и 4-битным DBU показало заметное отклонение DD от идеала, что привело к ошибкам в оценке DOA. Увеличение разрешения до 6 бит значительно уменьшило ошибку, продемонстрировав, что системы с более высоким разрешением могут достичь субградусной точности.
Сравнение методов
Два распространенных амплитудных метода - метод максимума и метод равных сигналов. Метод максимума предполагает сканирование луча DD для поиска направления пикового сигнала, в то время как метод равного сигнала сканирует с помощью двух перекрывающихся лучей DD. Метод равных сигналов, как правило, дает более точные результаты в центральной части главного лепестка по сравнению с методом максимума. Например, при использовании равносигнального метода погрешность может составлять менее 0,7 градуса, в то время как при использовании максимального метода погрешность может достигать 2 градусов.
Увеличение битовой глубины АЦП и БДУ еще больше повышает точность, снижая погрешность до менее чем 0,1 градуса для равносигнального метода и 1 градуса для максимального метода при тех же условиях.
Заключение
Амплитудные методы поиска радиодальностей необходимы для улучшения обнаружения сигналов и повышения точности определения DOA в условиях низкого SNR. Прогресс в области цифровых антенных решеток и увеличение разрешения компонентов цифровой обработки значительно повысили точность и надежность этих методов.

### Фазовый метод
При пеленгации фазовым методом применяют антенную систему, вернее в большей мере метод обработки сигнала, который позволяет различать объекты радиоизлучающие, приходящие с различных направлений, путём анализа фаз принимаемых несколькими, можно и одной, антеннами сигналов.

### Доплеровский метод
Вывод о направлении (в некоторых случаях — и о расстоянии) на источник радиоизлучения делается на основании характера изменения доплеровского сдвига частоты сигнала, принимаемого движущимся пеленгатором или движущейся антенной пеленгатора. Доплеровский метод используется, например, при пеленгации аварийных радиобуёв системы Коспас-Сарсат.
Возможны также различные комбинации перечисленных методов.

## Применения
Путём радиопеленгации источника с двух и более удаленных друг от друга точек можно определить местоположение источника излучения путём триангуляции. Обратно, при радиопеленгации двух и более разнесенных радиомаяков, местоположение которых известно, можно определить положение радиопеленгатора. И в том и в другом случае для получения удовлетворительной точности требуется, чтобы определяемые направления достаточно отличались друг от друга. В первом случае этого добиваются выбором точек, с которых осуществляется радиопеленгация, во втором—путём выбора подходящих радиомаяков.

### Радионавигация
Многие радионавигационные системы используют радиопеленгацию в качестве метода определения положения. Например, радиокомпас, по сути, является специализированным пеленгатором, принимающим сигналы приводных радиомаяков или вещательных станций средневолнового диапазона.

### Поиск терпящих бедствие
Существует большое количество различных аварийных радиобуев, содержащих в себе радиомаяки, местоположение которых в случае аварии может быть установлено путём радиопеленгации. Современные радиобуи, как правило, передают индивидуальный код, позволяющий идентифицировать буй, а также координаты места бедствия, определённые встроенным навигационным приёмником,
Также приемы радиопеленгации используются при поисках лавинных радиомаяков (англ.). Наиболее распространённые типы лавинных маяков используют частоту 457 кГц, на которой направленность антенн определяется в первую очередь эффектами ближней зоны (англ.).

### Спортивная радиопеленгация
Спортивная радиопеленгация или «охота на лис» — общее название группы спортивных дисциплин радиоспорта. Спортсмену предлагается за возможно меньший период времени найти, используя радиопеленгатор, заданное число установленных в произвольных местах радиопередатчиков, которые и называются «лисами». Как правило, соревнования проводятся на пересечённой местности, чаще всего в лесу.